# Hellmuth Hauser
Hellmuth Hauser (* 24. Februar 1916 in Berlin; † 5. September 2004 in Grünwald) war ein deutscher Offizier, zuletzt Generalleutnant der Bundeswehr. Von 1970 bis 1974 war er Kommandierender General des Luftwaffenunterstützungskommandos.

## Leben
Hauser trat am 1. April 1935 in das Heer der Wehrmacht ein und diente in der Nachrichtenabteilung 3 der 3. Infanterie-Division. Am 1. Oktober 1936 wechselte er zur Luftwaffe und erhielt dort am 1. April 1937 die Beförderung zum Leutnant. Anschließend diente er in der 2. Staffel des Kampfgeschwaders 255 (ab 1. Mai 1939 umbenannt in Kampfgeschwader 51), wo er am 1. August 1939 zum Oberleutnant befördert wurde. Er blieb bis zum 26. August 1942 in verschiedenen Funktionen dem Kampfgeschwader 51 treu und nahm während des Zweiten Weltkriegs am Westfeldzug, der Luftschlacht um England, dem Balkanfeldzug, der Luftlandeschlacht um Kreta und dem Überfall auf die Sowjetunion teil. Als Hauptmann und Staffelkapitän der 1. Staffel des Kampfgeschwaders 51 wurde er am 9. September 1942 mit dem Deutschen Kreuz in Gold sowie am 23. Dezember 1942 mit dem Ritterkreuz des Eisernen Kreuzes ausgezeichnet. Ab Oktober 1942 nahm er an einen Generalstabslehrgang an der Luftkriegsschule in Berlin-Gatow teil. Anschließend wechselte er am 1. Juli 1943 in den Stab des Fliegerführers 3 und im August in den Stab der 4. Fliegerdivision. Ab dem 8. Januar 1944 übte er dann das Amt eines Gruppenleiters Ia op / im Oberkommando der Luftwaffe aus und erhielt dort am 1. Mai 1944 die Beförderung zum Major. Im März 1945 wurde er Erster Generalstabsoffizier der 4. Fliegerdivision und geriet dort in alliierte Kriegsgefangenschaft.
Nach Kriegsende trat er am 2. Mai 1956 als Major i. G. in die neu aufgestellte Bundeswehr ein. 1964 wurde er zum Brigadegeneral befördert. Von 1968 bis 1970 war er im Rang eines Generalleutnants deutscher Vertreter im NATO-Militärausschuss. In seiner letzten militärischen Verwendung war er vom 11. Oktober 1970 bis zum 30. September 1974 der erste Kommandierender General des Luftwaffenunterstützungskommandos.
Hauser brachte Anfang der 1970er Jahre den Fall Schneider ans Licht der Öffentlichkeit. Schneider hatte kurz vor Kriegsende zwei Kameraden wegen „defaitistischer“ Äußerungen denunziert, die durch das mutige Eingreifen eines Vorgesetzten noch vor dem Todesurteil gerettet werden konnten.
Hauser war verheiratet und hatte ein Kind.

## Auszeichnungen
- 1941: Ehrenpokal für besondere Leistung im Luftkrieg
- 1942: Deutsches Kreuz in Gold
- 1942: Ritterkreuz des Eisernen Kreuzes
- 1972: Großes Verdienstkreuz des Verdienstordens der Bundesrepublik Deutschland